# Furcifer polleni
Furcifer polleni е вид влечуго от семейство Хамелеонови (Chamaeleonidae).

## Разпространение
Видът е разпространен в Майот. Внесен е в Коморски острови.